# Шестаков, Павел Александрович
Павел Александрович Шестаков (21 марта 1932, Ростов-на-Дону — 29 июля 2000, Ростов-на-Дону) — русский писатель. Один из основоположников советского психологического детектива.

## Биография
Павел Шестаков родился и большую часть жизни прожил в г. Ростове-на-Дону. В связи с Великой Отечественной войной и эвакуацией учился во многих школах. В 1954 году окончил историко-филологический факультет Ростовского Государственного Университета. Работал школьным учителем в Первомайске (Украина), затем вернулся в Ростов, был сотрудником Ростовского областного музея краеведения, литературным редактором в Ростовском книжном издательстве и журнале «Дон». Двенадцать лет с 1970 по 1982 год был собственным корреспондентом «Литературной газеты» по Ростовской области.
В 1966 году в журнале «Урал» (Свердловск) была опубликована его первая повесть «Через лабиринт» в детективном жанре. Журнал «Урал» занял особое место в писательской судьбе Шестакова. Большинство его произведений впервые были напечатаны в этом журнале. Повесть «Через лабиринт» привлекла внимание неординарностью сюжета и образом центрального героя — инспектора уголовного розыска Игоря Николаевича Мазина. По его имени последующие произведения П. Шестакова составили своего рода «мазинский цикл». Это «Страх высоты», «Игра против всех», «Давняя история», «Рапорт инспектора», «Остановка», «Клад», «Вертеп» и другие.
В 1971 году П. Шестаков был принят в Союз писателей СССР (с 1991 года — член Союза российских писателей).
Павел Шестаков — один из основателей российского психологического детектива. Его книги пользовались неизменным успехом как у любителей остросюжетного жанра, так и у серьезного вдумчивого читателя. В своих книгах автор уделял много внимания размышлениям на вечные темы о нравственности и героизме, добре и зле, ответственности за судьбу своей страны, которая никогда не оставляла его равнодушным. Писатель говорил:

...меня всегда будет привлекать та критическая минута в жизни человека, когда его воля и жизненные обстоятельства навсегда определяют его судьбу.

В 1976 году по повести «Страх высоты» на киностудии «Мосфильм» был снят одноимённый фильм, съемки происходили в Ростове-на-Дону.
В 1981 году писатель был награждён серебряной медалью Союза писателей РСФСР имени разведчика Николая Кузнецова «За лучшее героико-приключенческое произведение» — роман «Взрыв». Это роман о войне, которую он сам в раннем возрасте пережил, многое видел своими глазами, потерял отца в боях за Ростов в ноябре 1941 года. Отец, Александр Прокофьевич Шестаков, сражался в рядах Ростовского полка народного ополчения. Этот роман — качественно новое произведение П. Шестакова. Он написан в двух временных планах: непосредственные события войны перекликаются с представлениями о войне людей другого поколения, снимающих фильм о событиях минувшей войны тридцать лет спустя.
Павел Шестаков не только мастер остросюжетных произведений, хотя именно они принесли ему особую популярность. Из-под пера писателя вышли такие вещи, как социально-лирические повести «Дождь-городок», «Всего четверть века», фантастическая повесть «Туда и обратно», а также художественно-историческое исследование «Самозванец», литературоведческая работа, размышления о Гоголе «Между днем и ночью», эссе «Иуда из Кариота».
«Самозванец» — оригинальное произведение, где автор излагает свой взгляд на события русской истории, русской Смуты начала XVII века и одну из центральных фигур тех событий — Лжедмитрия.
Н. В. Гоголь был любимым писателем П. Шестакова. К Гоголю Шестаков обращался постоянно, во многих его произведениях Гоголь «появлялся» то в диалогах персонажей, то в авторских рассуждениях. Эту, по словам самого писателя, «личную привязанность» к Гоголю он объяснял тем, что

...никто, кроме Гоголя, так не приблизился к сути, пониманию того, что называют загадкой русской души или, как теперь говорят, нашим менталитетом.

Об этом — исследование «Между днем и ночью. Размышления о Гоголе». Впервые оно было опубликовано в 2000 году в журнале «Дон». Писатель дал согласие на публикацию, но работа была напечатана уже после его смерти. В 2009 году, когда отмечалось 200-летие со дня рождения Гоголя, «Размышления о Гоголе» Шестакова были включены в издательскую программу Правительства Москвы и опубликованы издательством «Контакт-культура».
И, наконец, «Смерть в ассортименте» — последнее произведение П. Шестакова, опубликованное также после смерти автора. Роман завершает «мазинский цикл» и вместе с тем является итогом всех размышлений писателя о нашей истории и нашей действительности.
Писатель был награждён Почётной грамотой МВД СССР (1969). За многолетнюю литературную и общественную деятельность П. А. Шестаков награждён Почётной Грамотой Президиума Верховного Совета РСФСР (1982).
Книги П. Шестакова переведены на многие языки, изданы в Болгарии, Венгрии, ГДР, Польше, Румынии, Чехословакии и других европейских странах.
После смерти писателя на доме, где он жил и работал, установлена мемориальная доска.

## Произведения П. Шестакова. Первые публикации

### Произведения об Игоре Мазине
- Через лабиринт, Ростовское книжное издательство, 1967.
- Страх высоты, Ростовское книжное издательство, 1969.
- Игра против всех, Ростовское книжное издательство, 1970.
- Три дня в Дагезане, в кн.: П. Шестаков, Через лабиринт, М., Молодая гвардия, 1971.
- Давняя история, в кн.: П. Шестаков, Давняя история. Страх высоты, Ростовское книжное издательство, 1972.
- Рапорт инспектора, Ростовское книжное издательство, 1975.
- Остановка, М., Молодая гвардия, 1987.
- Он был прав, в кн.: П. Шестаков, Остановка, М., Молодая гвардия, 1987.
- Клад, в кн.: П. Шестаков, Игра против всех, М., Квадрат, 1994.
- Вертеп, М., Эксмо, 1995.
- Смерть в ассортименте, М., Омега, 2004.

### Другие произведения
- Взрыв, Ростовское книжное издательство, 1979.
- Омут, Ростовское книжное издательство, 1986.
- Туда и обратно, в кн.: П. Шестаков, Взрыв. Страх высоты. Туда и обратно, Ростов-на-Дону, Редакция журнала «Дон», 1990.
- Дождь-городок, Ростовское книжное издательство, 1981.
- Всего четверть века, Ростов-на-Дону, Донской писатель, 2012.
- Самозванец, Ростовское книжное издательство, 1990.
- Между днем и ночью. Размышления о Гоголе, М., Контакт-культура, 2010.
- Иуда из Кариота, Дон, 2001, № 5 — 6.

## О писателе и его творчестве
- А. Ваксберг, «Страх глубины», Искусство кино, 1977, № 3.
- Ф. Чапчахов, Время и слово, М., Современник, 1979.
- А. Адамов, Мой любимый жанр — детектив, М., Советский писатель, 1980.
- Е. Джичоева, «Не только детектив», Дон, 1982, № 3.